# Discografia Filofteiei Lăcătușu
Discografia Filofteiei Lăcătușu însumează apariții discografice (discuri, benzi de magnetofon, CD-uri) ce conțin înregistrări efectuate în perioada 1970-1977, la casa de discuri Electrecord, Televiziunea Română, Radio România etc.

## Radio România
| Anul înreg. | Piese | Acompaniament                                                              |
| ----------- | --- | -------------------------------------------------------------------------- |
| 1970        | - Neică plaiul tău gorjean - Am primit de la neicuța vești - Și de-o fi cândva să mor | Orchestra Ansamblului „Doina Gorjului” din Târgu Jiu, dir. Gelu Barabancea |
| 1972        | - Când mergeam pe potecuță (Am umblat și-am întrebat) - Pădure de brad frumos - Pe malul Oltețului (Mi-a venit dor să mă duc) - Măi neicuță de pe Jii (Ascultă gorjeanule) - Lung e drumul Gorjului | Orchestra de muzică populară Radio (OMPR), dir. Gelu Barabancea            |

## Electrecord
| An   | Numărul de catalog și titlul albumului         | Format           | Piese | Acompaniament |
| ---- | ---------------------------------------------- | ---------------- | --- | --- |
| 1972 | 45-EPC 10.228                                  | vinil, EP, 17 cm | 1. Neicuță băiat frumos 2. Am primit de la neicuța vești 3. Am plâns neicuță de dor 4. Vino Gheorghe, vino iară | Orchestra Victor Predescu |
| 1972 | STM-EPE 0803 Rencontre avec la Roumanie „Gorj” | vinil, LP, 30 cm | - Dragoste ce ai de gând? (1) - Pădure de brad frumos | Orchestra Ansamblului „Doina Gorjului” din Târgu Jiu dirijor Gelu Barabancea |
| 1972 | -                                              | -                | - Pe malul Oltețului - Ascultă gorjeanule (1) - Dragoste ce ai de gând? (2) | Orchestra Ansamblului „Doina Gorjului” din Târgu Jiu dirijor Gelu Barabancea |
| 1975 | STM-EPE 01097 Jiule pe malul tău               | vinil, LP, 30 cm | 1. Jiule pe malul tău 2. Bine-i când e primăvară 3. Măi neicuță nu uita 4. Bate vântul pe-nserat 5. Gorjule iubitul meu 6. Mi-a venit dor să mă duc 7. Măi neicuță dragă 8. Mă dusei pe lângă Jii 9. Am auzit o minciună 10. Ascultă gorjeanule (2) 11. Mă gândesc neică la tine | Orchestra Paraschiv Oprea |
| 2007 | EDC 830 Ascultă gorjeanule                     | Compact Disc     | 1. Ascultă gorjeanule (1) 2. Pe malul Oltețului 3. Am plâns neicuță de dor 4. Mă gândesc neică la tine 5. Gorjule iubitul meu 6. Și de-o fi cândva să mor 7. Mi-a venit dor să mă duc 8. Jiule pe malul tău 9. Pădure de brad frumos 10. Dragoste ce ai de gând? (1) 11. Am primit de la neicuța vești 12. Mă dusei pe lângă Jii 13. Vino Gheorghe, vino iară 14. Neică, plaiul tău gorjean 15. Am umblat și-am întrebat (Când mergeam pe potecuță) 16. Lung e drumul Gorjului 17. Bine-i când e primăvară 18. Neicuță băiat frumos 19. Măi neicuță dragă 20. Am auzit o minciună 21. Bate vântul pe-nserat 22. Măi neicuță nu uita 23. Ascultă gorjeanule (2) | Orchestra Ansamblului „Doina Gorjului” din Târgu Jiu dirijor Gelu Barabancea (1, 2, 6, 9, 10, 14); Orchestrele: Victor Predescu (3, 11, 13, 18), Paraschiv Oprea (4, 5, 7, 8, 12, 17, 19-23); Orchestra de muzică populară Radio (OMPR), dirijor Gelu Barabancea (15, 16) |